# Valentina Cernoia
Valentina Cernoia (Manerbio, Italia; 22 de junio de 1991) es una futbolista italiana. Juega como mediocampista y su equipo actual es el Juventus de Turín de la Serie A y forma parte de la selección de fútbol femenino de Italia.

## Carrera

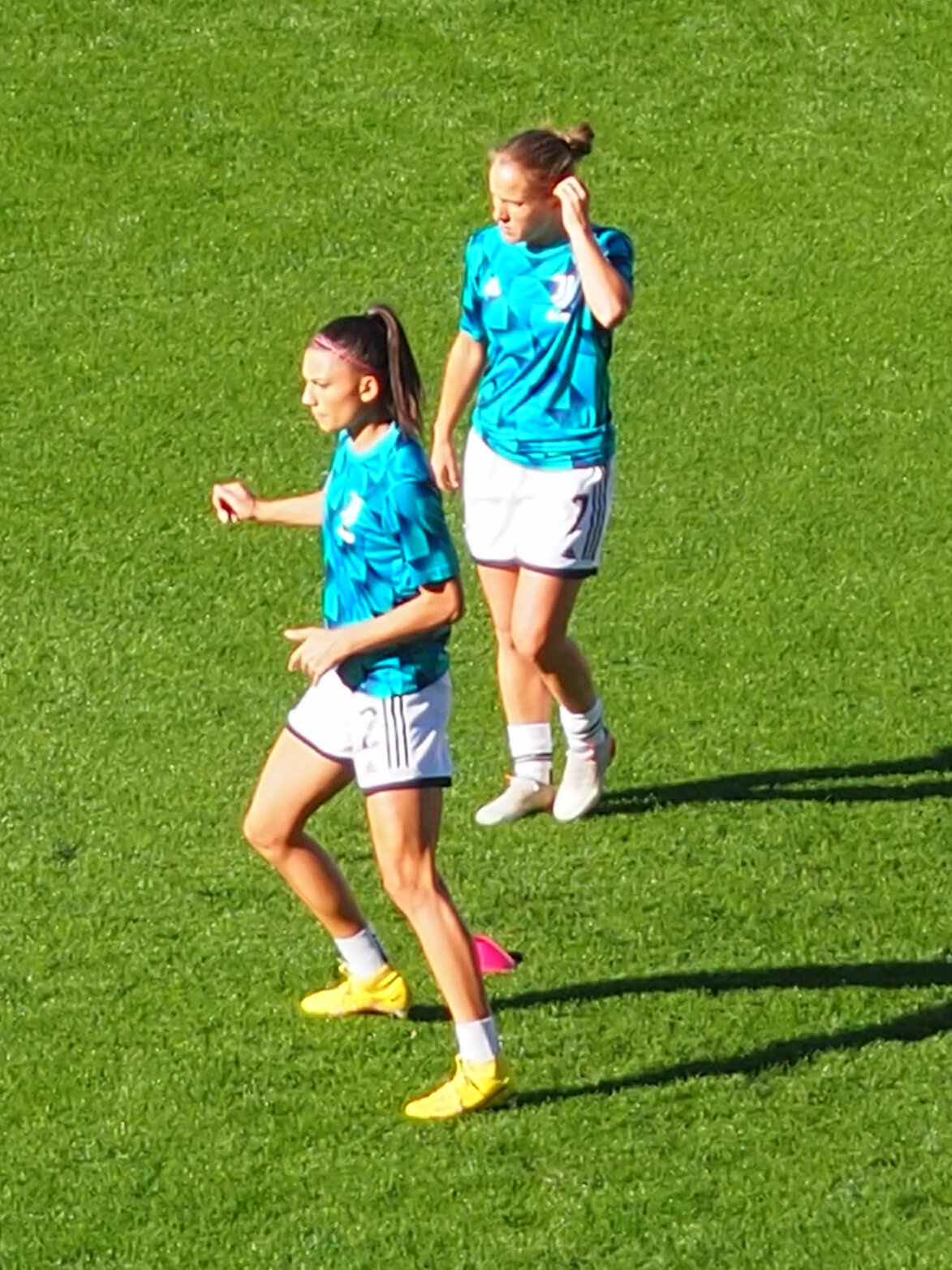
Parma, Estadio Ennio Tardini, Supercopa.

Cernoia jugó por primera vez en la Serie A con ACF Brescia en la temporada 2009/10 después de la promoción del equipo.
En la temporada 2013/14 jugó la Liga de Campeones Femenina de la UEFA por primera vez y debutó en la selección italiana en las eliminatorias de la Copa Mundial Femenina de Fútbol de 2015.
En el verano de 2017 jugó su primer torneo final, la Eurocopa Femenina 2017, y se trasladó al recién fundado equipo femenino Juventus de Turín después de casi una década en Brescia.

## Palmarés
ACF Brescia
- Serie A (2): 2013/2014, 2015/2016.
- Copa Italia Femenina (3): 2011/2012, 2014/2015, 2015/2016.
- Supercopa Femenina de Italia (3): 2014/2015, 2015/2016, 2016/2017.

Juventus de Turín
- Serie A (4): 2017/2018, 2018/2019, 2019/2020, 2020/2021.
- Copa Italia Femenina (1): 2018/2019.
- Supercopa Femenina de Italia (1): 2019/2020.